# アジアウィーク
アジアウィークとは、1994年より中央競馬で開催されている交換競走のシリーズで、創設から2024年までは2日間の施行であった。
2011年には本シリーズに合わせてセリ市の開催日程を調整したり、地元の馬主協会の協賛によるイベントを実施するなど、馬主・生産者団体との連携も行われている。
2025年よりアジアデーに名称を変更するとともに7月に小倉競馬場での開催となり、アジア4か国（マレーシア、タイ王国、インド、フィリピン）それぞれの競馬団体より寄贈された優勝カップをかけた競走が実施される。

## 施行される競走
2025年現在、以下の4競走が特別競走として施行されている。
| 競走名                               | 寄贈賞                                                           |
| ------------------------------------ | ---------------------------------------------------------------- |
| マレーシアカップ                     | セランゴールターフクラブ・ペナンターフクラブ・ペラターフクラブ賞 |
| ロイヤルバンコクスポーツクラブ賞     | ロイヤルバンコクスポーツクラブ賞                                 |
| ターフオーソリティーオブインディア賞 | ターフオーソリティーオブインディア賞                             |
| フィリピントロフィー                 | メトロマニラターフクラブ賞                                       |

- アジア競馬連盟トロフィーは2024年のみ施行。
- ロイヤルバンコクスポーツクラブ賞は1997年から2024年まで「タイランドカップ」という競走名で施行。
- ターフオーソリティーオブインディア賞は1994年から2024年まで「インディアトロフィー」という競走名で施行。
- シンガポールターフクラブ賞とマレーシアカップは2008年からの施行（2007年まではシンガポール・マレーシア両国の競馬の統括機関であるマラヤンレーシングアソシエーションが寄贈賞を提供し、「マラヤンレーシングアソシエーショントロフィー」という競走名で施行）。
- 2007年までは香港ジョッキークラブ（旧・ロイヤルホンコンジョッキークラブ）が寄贈賞を提供した「ホンコンジョッキークラブトロフィー」（香港の中国返還以前の1996年までは「ロイヤルホンコンジョッキークラブトロフィー」）もあったが、2008年よりアジアウィークから離脱して、6月に東京競馬場で施行されるようになった。
- 2023年まではマカオジョッキークラブが寄贈賞を提供した「マカオジョッキークラブトロフィー」もあったが、マカオの競馬開催が2024年をもって廃止されたため、本競走も廃止されている[6]。
- 2024年まではシンガポールターフクラブが寄贈賞を提供した「シンガポールターフクラブ賞」もあったが、シンガポールの競馬開催が2024年をもって廃止されたため、本競走も廃止されている[7]。

## 施行競馬場の変遷
1994年に中京競馬場での開催が6 - 7月に行われていたときに始まった本シリーズは、2000年以降小倉競馬場でも施行されるようになり、2007年まで西暦奇数年は中京（6月）、偶数年は小倉（8月）で実施されていた。2008年は第32回アジア競馬会議が東京で行われることを記念して11月に東京競馬場で開催された。2009年は小倉競馬場に開催が戻ったが、2010年から2012年は札幌競馬場で開催され、2013年は札幌競馬場改修工事の関係で小倉競馬場で開催。2014年から2019年は中京競馬場での開催となる。2020年は京都競馬場のスタンド改築工事による変則日程により阪神競馬場で開催。2021年・2022年は京都競馬場のスタンド改築工事による変則日程により小倉競馬場で開催された。2023年は中京競馬場での開催に戻るが、2024年は第40回アジア競馬会議が札幌で行われることを記念して8月31日・9月1日に札幌競馬場で開催され、この節の8月31日の札幌第10競走にて「アジア競馬連盟トロフィー」を施行、また当日の札幌・新潟・中京各競馬場においても、一般・特別競走のすべてにアジア競馬連盟正加盟国の名前を冠した競走を実施する。その1つ手前の節である8月24・25日の「ワールドオールスタージョッキーズ」（札幌）についても、サブタイトルに「ARC（アジア競馬会議）開催記念」を冠する。2025年は2022年以来3年ぶりに小倉競馬場での開催となる。

## その他
1996年から2000年までは、シリーズ参加各国の競馬騎手を招待した交流戦「アジアジョッキーズ」が当該週に2競走実施された。2000年はマカオジョッキークラブトロフィーとホンコンジョッキークラブトロフィーの2競走で争われた。